# Mi manda Raitre
Mi manda Raitre (inizialmente Mi manda Lubrano) è una trasmissione televisiva di inchiesta e di denuncia. Trasmessa su Rai 3, dal 19 dicembre 1990 al 28 maggio 2010 e poi dal 29 aprile al 25 novembre 2011 come appuntamento settimanale in prima serata, dal 24 settembre 2012 ha assunto la forma di programma quotidiano nella fascia mattutina, mentre dal 12 settembre 2016 va in onda dal lunedì al venerdì alle 10:00 e il giovedì anche alle 21:15. Dall'11 settembre 2021 va in onda il sabato e la domenica mattina.

## Il programma

Antonio Lubrano nella pubblicità di Mi manda Lubrano nel 1991

Il programma si occupa della difesa dei diritti dei consumatori ed è fonte di denuncia degli sprechi della pubblica amministrazione, ritardi nell'attuazione delle liberalizzazioni, percorsi non trasparenti che regolano l'accesso al mondo del lavoro e truffe ai cittadini.
Tra gli ospiti fissi in studio troviamo la dott.ssa Anna Bartolini e il prof. Ugo Ruffolo, mentre i conduttori della trasmissione sono stati, nell'ordine, Antonio Lubrano, Luigi Necco, Piero Marrazzo, Andrea Vianello, Edoardo Camurri, Elsa Di Gati, Salvo Sottile, Federico Ruffo e Lidia Galeazzo.

## Storia

### Mi manda Lubrano (1990-1996)
La trasmissione nasce da un'idea di Anna Tortora e si occupa di diritti dei cittadini e dei consumatori. Il programma viene inizialmente trasmesso dalla sede Rai di Milano e solo in un secondo momento si sposterà a Roma. La conduce il presentatore napoletano Antonio Lubrano, che la firma come autore insieme alla stessa Tortora, a Lucia Pinelli e Bruno Voglino. Sin dalle prime puntate Lubrano rese celebre la frase-tormentone: «... a questo punto, una domanda sorge spontanea...».
Lo studio inizialmente non prevedeva la presenza dei cittadini, ma soltanto quella di esperti e consulenti che ricevono da casa le telefonate dei cittadini confrontandosi con il conduttore. Già dalle prime puntate vengono introdotti gli elementi che caratterizzeranno la serie: la porta truffa, arco da cui passano i cittadini denunciatari, il truffax, in cui arrivano le comunicazioni dei cittadini da casa, e l'Italia Volpina, una cartina della penisola che si illumina con l'arrivo delle segnalazioni, cui si aggiungeranno nuovi elementi con l'evolversi del programma. Le fictions inserite nel programma furono sceneggiate da Gerardo D'Andrea che ne curò anche la regia. La sua collaborazione continuerà anche nell'anno 1998. 
Il programma riscuote ben presto numerosi consensi per l'efficacia con cui interviene in difesa dei diritti dei cittadini e nel 1992, 1994 e 1997 riceve il Telegatto nella sezione TV di qualità.

### Mi manda Raitre (1996-oggi)
Nel 1996 Lubrano lascia il fortunato programma e la conduzione viene affidata per una stagione a Luigi Necco, per poi passare l'anno successivo al giornalista Piero Marrazzo, che condurrà la trasmissione fino al 2004.
L'arrivo di Marrazzo, già conduttore del TG2, modifica radicalmente la struttura del programma che perde le caratteristiche dell'intrattenimento per diventare una trasmissione più vincolata alle logiche del giornalismo. Anche lo studio si ammoderna, mentre la lotta contro le prevaricazioni diventa un vero e proprio confronto/scontro che vede cittadini e controparti confrontarsi a viso aperto in studio.
Dal 2004 al 2010 la conduzione passa al giornalista Andrea Vianello, conduttore radiofonico e di programmi di successo come il format Enigma, dedicato ai misteri della storia.

#### Il ritorno diMi manda Raitre(2011-2016)
Dal 29 aprile 2011 il programma viene riproposto su Rai 3; alla conduzione arriva Edoardo Camurri, che discosta il programma dal suo classico format, affrontando anche problemi maggiormente legati all'attualità, quali crisi economica, allagamenti o il movimento No TAV. Dal 13 ottobre al 10 novembre 2011 il programma fu trasmesso di giovedì, per poi tornare (dal 18 novembre) nella tradizionale collocazione del venerdì. I risultati in termini di ascolto furono scarsi, sicché il 30 novembre il direttore di rete Antonio Di Bella ne annuncia la chiusura.
Nella stagione 2012-2013, con la conduzione di Elsa Di Gati, la trasmissione diventa quotidiana e assume il titolo Codice a barre, per poi riprendere dalla stagione successiva lo storico titolo.

#### L'approdo nella seconda serata e l'arrivo di Salvo Sottile (2016-2020)
Oltre alla confermata versione del mattino, dal 6 settembre 2016 il programma approda in seconda serata al martedì con l'arrivo di Salvo Sottile alla conduzione al posto di Elsa Di Gati, rimasta comunque nel ruolo di capo progetto del programma. Inoltre, il 20 dicembre 2016 la trasmissione approda in prima serata (dopo la chiusura dello sfortunato programma Politics) e ne viene estesa la durata a 165 minuti (precedentemente era di 75 minuti). A partire dal 16 febbraio 2017 sono tornate le puntate in prima serata in onda dalle 21:15 alle 00:00 sempre su Rai 3, con la conduzione di Salvo Sottile. La regia è affidata ad Andrea Dorigo. Dalla stagione 2017-2018 il programma, ancora una volta condotto da Salvo Sottile, viene sostituito nella fascia di prima serata da #cartabianca, già in onda dal 2016 nel preserale e nella già citata prima serata dal 21 febbraio 2017, per cui ritorna a occupare esclusivamente la fascia mattutina con l'aggiunta, oltre ai tradizionali appuntamenti dei giorni feriali, di una puntata speciale in onda il sabato alle 9:30 dal titolo Mi Manda Raitre in +.

#### Il cambio di conduzione e di collocazione (2020-in corso)
Il 7 settembre 2020 subentrano alla conduzione Federico Ruffo e Lidia Galeazzo.
Dalla stagione 2021-2022 il programma, condotto solo da Federico Ruffo, va in onda il sabato e la domenica mattina. La sigla di questa edizione è il tema di Pinocchio di Fiorenzo Carpi. Il conduttore è accompagnato in studio da un pupazzo di Pinocchio.

## Edizioni
| Edizione | Titolo           | Periodo           | Periodo          | Conduttore      | Conduttore      | Fascia oraria | Durata  |
| Edizione | Titolo           | Inizio            | Fine             | Conduttore      | Conduttore      | Fascia oraria | Durata  |
| -------- | ---------------- | ----------------- | ---------------- | --------------- | --------------- | ------------- | ------- |
| 1ª       | Mi manda Lubrano | 19 dicembre 1990  | 29 maggio 1991   | Antonio Lubrano | Antonio Lubrano | prima serata  | 120 min |
| 2ª       | Mi manda Lubrano | 20 novembre 1991  | 27 maggio 1992   | Antonio Lubrano | Antonio Lubrano | prima serata  | 120 min |
| 3ª       | Mi manda Lubrano | 4 novembre 1992   | 2 giugno 1993    | Antonio Lubrano | Antonio Lubrano | prima serata  | 120 min |
| 4ª       | Mi manda Lubrano | 10 novembre 1993  | 1º giugno 1994   | Antonio Lubrano | Antonio Lubrano | prima serata  | 120 min |
| 5ª       | Mi manda Lubrano | 9 novembre 1994   | 21 giugno 1995   | Antonio Lubrano | Antonio Lubrano | prima serata  | 120 min |
| 6ª       | Mi manda Lubrano | 8 novembre 1995   | 29 maggio 1996   | Antonio Lubrano | Antonio Lubrano | prima serata  | 120 min |
| 7ª       | Mi manda Raitre  | 6 novembre 1996   | 28 maggio 1997   | Luigi Necco     | Luigi Necco     | prima serata  | 120 min |
| 8ª       | Mi manda Raitre  | 8 ottobre 1997    | 27 maggio 1998   | Piero Marrazzo  | Piero Marrazzo  | prima serata  | 120 min |
| 9ª       | Mi manda Raitre  | 7 ottobre 1998    | 2 giugno 1999    | Piero Marrazzo  | Piero Marrazzo  | prima serata  | 120 min |
| 10ª      | Mi manda Raitre  | 29 settembre 1999 | 7 giugno 2000    | Piero Marrazzo  | Piero Marrazzo  | prima serata  | 120 min |
| 11ª      | Mi manda Raitre  | 27 settembre 2000 | 6 giugno 2001    | Piero Marrazzo  | Piero Marrazzo  | prima serata  | 120 min |
| 12ª      | Mi manda Raitre  | 26 settembre 2001 | 12 giugno 2002   | Piero Marrazzo  | Piero Marrazzo  | prima serata  | 120 min |
| 13ª      | Mi manda Raitre  | 25 settembre 2002 | 11 giugno 2003   | Piero Marrazzo  | Piero Marrazzo  | prima serata  | 120 min |
| 14ª      | Mi manda Raitre  | 24 settembre 2003 | 11 giugno 2004   | Piero Marrazzo  | Piero Marrazzo  | prima serata  | 120 min |
| 15ª      | Mi manda Raitre  | 22 settembre 2004 | 8 giugno 2005    | Andrea Vianello | Andrea Vianello | prima serata  | 120 min |
| 16ª      | Mi manda Raitre  | 23 settembre 2005 | 2 giugno 2006    | Andrea Vianello | Andrea Vianello | prima serata  | 120 min |
| 17ª      | Mi manda Raitre  | 29 settembre 2006 | 1º giugno 2007   | Andrea Vianello | Andrea Vianello | prima serata  | 120 min |
| 18ª      | Mi manda Raitre  | 28 settembre 2007 | 30 maggio 2008   | Andrea Vianello | Andrea Vianello | prima serata  | 120 min |
| 19ª      | Mi manda Raitre  | 17 ottobre 2008   | 22 maggio 2009   | Andrea Vianello | Andrea Vianello | prima serata  | 120 min |
| 20ª      | Mi manda Raitre  | 20 novembre 2009  | 28 maggio 2010   | Andrea Vianello | Andrea Vianello | prima serata  | 120 min |
| 21ª      | Mi manda Raitre  | 29 aprile 2011    | 1º luglio 2011   | Edoardo Camurri | Edoardo Camurri | prima serata  | 120 min |
| 22ª      | Mi manda Raitre  | 13 ottobre 2011   | 25 novembre 2011 | Edoardo Camurri | Edoardo Camurri | prima serata  | 120 min |
| 23ª      | Codice a barre   | 24 settembre 2012 | 30 maggio 2013   | Elsa Di Gati    | Elsa Di Gati    | mattino       | 60 min  |
| 24ª      | Mi manda Raitre  | 23 settembre 2013 | 30 maggio 2014   | Elsa Di Gati    | Elsa Di Gati    | mattino       | 60 min  |
| 25ª      | Mi manda Raitre  | 22 settembre 2014 | 29 maggio 2015   | Elsa Di Gati    | Elsa Di Gati    | mattino       | 60 min  |
| 26ª      | Mi manda Raitre  | 14 settembre 2015 | 24 giugno 2016   | Elsa Di Gati    | Salvo Sottile   | mattino       | 60 min  |
| 27ª      | Mi manda Raitre  | 12 settembre 2016 | 23 giugno 2017   | Salvo Sottile   | Salvo Sottile   | mattino       | 60 min  |
| 28ª      | Mi manda Raitre  | 11 settembre 2017 | 22 giugno 2018   | Salvo Sottile   | Salvo Sottile   | mattino       | 45 min  |
| 29ª      | Mi manda Raitre  | 10 settembre 2018 | 28 giugno 2019   | Salvo Sottile   | Salvo Sottile   | mattino       | 45 min  |
| 30ª      | Mi manda Raitre  | 9 settembre 2019  | 26 giugno 2020   | Salvo Sottile   | Salvo Sottile   | mattino       | 45 min  |
| 31ª      | Mi manda Raitre  | 7 settembre 2020  | 11 giugno 2021   | Federico Ruffo  | Lidia Galeazzo  | mattino       | 45 min  |
| 32ª      | Mi manda Raitre  | 11 settembre 2021 | 5 giugno 2022    | Federico Ruffo  | Federico Ruffo  | mattino       | 80 min  |
| 33ª      | Mi manda Raitre  | 17 settembre 2022 | 18 giugno 2023   | Federico Ruffo  | Federico Ruffo  | mattino       | 80 min  |
| 34ª      | Mi manda Raitre  | 16 settembre 2023 | 2 giugno 2024    | Federico Ruffo  | Federico Ruffo  | mattino       | 80 min  |
| 35ª      | Mi manda Raitre  | 14 settembre 2024 | 1º giugno 2025   | Federico Ruffo  | Federico Ruffo  | mattino       | 80 min  |

## Spin-off

### Articolotre
È una trasmissione del 2010, voluta dell'allora direttore di rete Antonio Di Bella, per sostituire la trasmissione. Fu condotta da Maria Luisa Busi e ricalca il format di Mi manda Raitre. Tale programma tuttavia chiude dopo poche puntate per i bassi ascolti.

### Mi manda Raitre in +
È il titolo delle puntate in onda dal 13 gennaio 2018 al 12 giugno 2021 il sabato mattina, dalle 9:40 alle 11:00.

### Ri manda Raitre
È andato in onda nell'estate 2025 il sabato alle 11:05 con i migliori servizi della stagione appena conclusa.

## Loghi

Logo delle edizioni 1998-2001
Logo delle edizioni 2001-2004
Logo delle edizioni 2004-2006
Logo delle edizioni 2006-2008
Logo dell'edizione 2008-2009
Logo dell'edizione 2009-2010
Logo dell'edizione del 2011
Logo delle edizioni 2014-2016
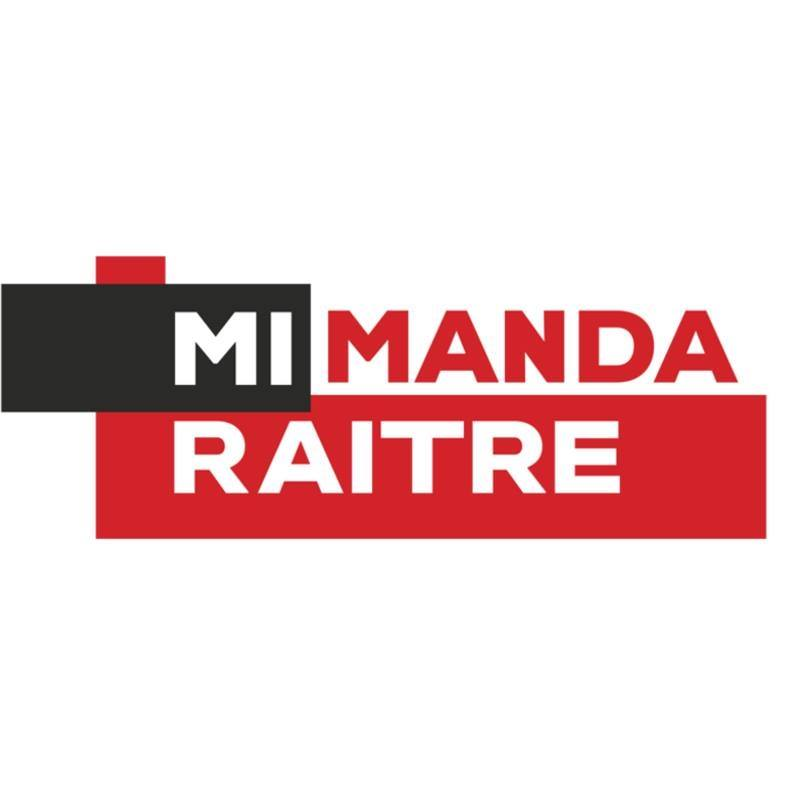
Logo in uso dall'edizione 2016-2017 all'edizione 2019-2020